# Iván Pérez Vargas
Iván Pérez Vargas  (La Habana, 29 de junio de 1971) es un jugador de waterpolo español que actualmente está retirado. Ocupaba la posición de boya, siendo un jugador clave tanto por su experiencia como por sus capacidades físicas en su club y en la selección española de waterpolo.

## Biografía
Se nacionalizó español y ha jugado con la selección española de waterpolo en numerosas ocasiones. En 2012 anunció que dejaría el deporte profesional tras los Juegos Olímpicos de Londres.[cita requerida]

## Clubes
- Club Natació Poble Nou ( España) (1995-1997)
- Club Natació Barcelona ( España) (1997-2007) (2010-2011)
- Club Natació Atlètic Barceloneta ( España) (2007-2008)
- Brescia Leonessa Nuoto ( Italia) (2008-2009)
- Club Natació Terrasa ( España) (2009-2010)
- Club Natació Sabadell (2011-2012)

## Títulos
En club como jugador
- Cuatro Ligas de España (2001, 2004, 2005 y 2008)
- 5 Copas del Rey de España (1999, 2003, 2008, 2011 y 2012)
- Copa LEN (2004)

Como jugador de la selección española
- 6º en los Juegos Olímpicos de Londres 2012
- Plata en la Liga Mundial 2012
- Plata en el Campeonato del Mundo de Roma 2009
- 5º en los Juegos Olímpicos de Pekín 2008
- Bronce en el Campeonato del Mundo de Melbourne de 2007
- Bronce en el Campeonato de Europa de Belgrado de 2006
- 5º en el Campeonato del Mundo Absoluto de Montreal de 2005
- Medalla de oro en los juegos del Mediterráneo de 2005 de Almería
- 6º en los Juegos Olímpicos de Atenas 2004
- 5º en el Campeonato del mundo en 2003 en Barcelona
- Medalla de oro en los juegos del Mediterráneo de 2001 de Túnez
- Campeón del mundo en 2001 en Fukuoka
- Campeón del mundo en 1998 en Perth